# Phương dung
Phương dung hay hoàng thảo tam bảo sắc, hoàng thảo mỹ dung, ý thảo ba màu, thạch hộc môi răng (danh pháp hai phần: Dendrobium devonianum) là một loài lan trong chi Lan hoàng thảo. Cây phân bố từ Nam Á đến Đông Nam Á. Tại Việt Nam, cây có mặt ở các khu vực: Sa Pa, Tam Đảo, Gia Lai, Lâm Đồng.
Loài sinh trưởng trong tự nhiên có khu phân bố và nơi cư trú chia cắt. Hiện đã bị suy giảm nghiêm trọng do khai thác để bán, chủ yếu làm cây cảnh, đôi khi làm thuốc và chặt phá rừng hủy hoại nơi cư trú. Trong sinh vật vườn, lan tam bảo sắc sống khá dễ, cần giữ nhưng thoáng gốc, tránh nước nhiều.

## Mô tả
Lan sống phụ sinh, buống xuống, dài đến 1m, thân mảnh. Lá hình giải, dài 6 – 10 cm, rộng 1 cm, thuôn nhọn ở đỉnh có bẹ ở gốc. Cụm hoa 2 hoa ở đốt già. Hoa lớn, đường kính 5 cm cánh hoa màu trắng ngà có đỉnh màu hồng hay đỏ. Cánh môi gần tròn có 3 thùy, mép có sợi màu hồng, gốc có 2 đốm màu cam.
Thân thòng, Hoa màu trắng, hơi hồng, rìa cánh hoa và môi có nhiều tua ria, chốp cánh và chốp môi màu tím, trong họng môi có 02 vết màu vàng, gốc đáy môi có màu tím. Hoa nở vào khoảng tháng 2-3.
Thân dài 30 – 35 cm, hình trụ, dầy 0,4 - 0,5 cm, lóng dài 2,5 – 3 cm. Lá hình mác rộng, đỉnh nhọn, dài 5 – 7 cm, rộng 0,8 - 1,2 cm. Cụm hoa bên, 1 - 4 hoa, mọc trên thân không còn lá. Lá bắc dài 0,4 - 0,5 cm. Hoa có đường kính 3 - 6,4 cm, cuống hoa và bầu dài khoảng 1,5 cm. Các lá đài hình mác, đỉnh nhọn, dài 2 - 2,2 cm, rộng 0,7 - 0,8 cm. Cằm dài khoảng 0,5 cm. Cánh hoa hình bầu dục, dài 2,8 – 3 cm, rộng 1,2 - 1,4 cm, đỉnh nhọn, mép có lông dài. Môi hình gần tròn, dài 2,4 - 2,6 cm, màu trắng hoặc vàng lục nhạt với đỉnh màu tía, ở giữa có 2 đốm lớn màu vàng; môi hình gần tròn, đỉnh nhọn, mép có diềm tua dài phân nhánh, bề mặt phủ lông. Lá đài, cánh hoa màu trắng có đỉnh màu tía. Cột màu trắng, cao khoảng 0,4 cm; tuyến mật hình tròn; răng cột tròn ở đỉnh. Nắp hình mũ, phủ nhú mịn ở mặt bên.
Lan ra hoa vào tháng 4 - 7. Tái sinh bằng chồi và hạt. Mọc bám trên các cây gỗ lớn trong rừng, ở độ cao 600 – 1600 m.

## Giá trị y học
Lan có thể dùng làm thuốc dùng chữa sốt cao, thương tổn bên trong cơ thể, miệng khô phiền khát, hư nhiệt sau khi bị bệnh. Cây dùng làm cảnh vì có hoa đẹp, màu trắng ngà với chót hường hay tía, môi rìa đẹp chót hường có 2 bớt màu vàng gần gốc.